# Girls in Airports
Girls in Airports är ett danskt jazzband från Köpenhamn som bildades 2009. Deras musikstil kan beskrivas som experimentell jazz. Bandet blandar många olika stilar såsom indie rock, folklore, afrobeat, raga, ambient. Detta har lett till att bandet jämförts med en rad olika artister från vitt skilda genrer, exempelvis Brian Eno, Sun Ra, och Radiohead.

## Bandets historia
Girls in Airports grundades i Köpenhamn 2009 som en kvintett av Martin Stender (saxofon), Lars Greve (saxofon, klarinett), Mathias Holm (keyboard), Victor Dybbroe (slagverk) och Mads Forsby (trummor). De träffades som studenter vid Köpenhamns Rytmiska musikkonservatorium. Bandet har sedan dess turnerat runt i Europa, Asien, Nordamerika, samt Sydamerika. 2010 vann de Danish Music Awards i kategorin Danish Cross-over Jazz Release of the Year. Vid samma gala år 2012 blev de nominerade till Årets Danska världsalbum.
Girls in Airports uppträdde 2014 med poeten Jens Blendstrup. Sedan 2010 har gruppen släppt fem album samt ett live-album. Efter att Greve och Forsby lämnade bandet fortsatte bandet för att sedan förenas med Anders Vestergaard på trummor, för att bli en kvartett. Deras senaste album "How It is Now" släpptes 24 mars 2023.
1 Juli 2023 uppträdde bandet på Roskilde Festival.

## Diskografi
- Girls in Airports (Mawi Music, 2010)
- Migration (Mawi Music, 2011)
- Kaikoura (Mawi Music, 2013)
- Fables (Edition Records, 2015)
- Live (Edition Records, 2017)
- Dive (Mawi Music, 2020)
- Leap (Kaja Records, 2021), med Aarhus Jazz Orchestra
- How It is Now (Kaja Records, 2023)